# Kirchenfenster (Wein)

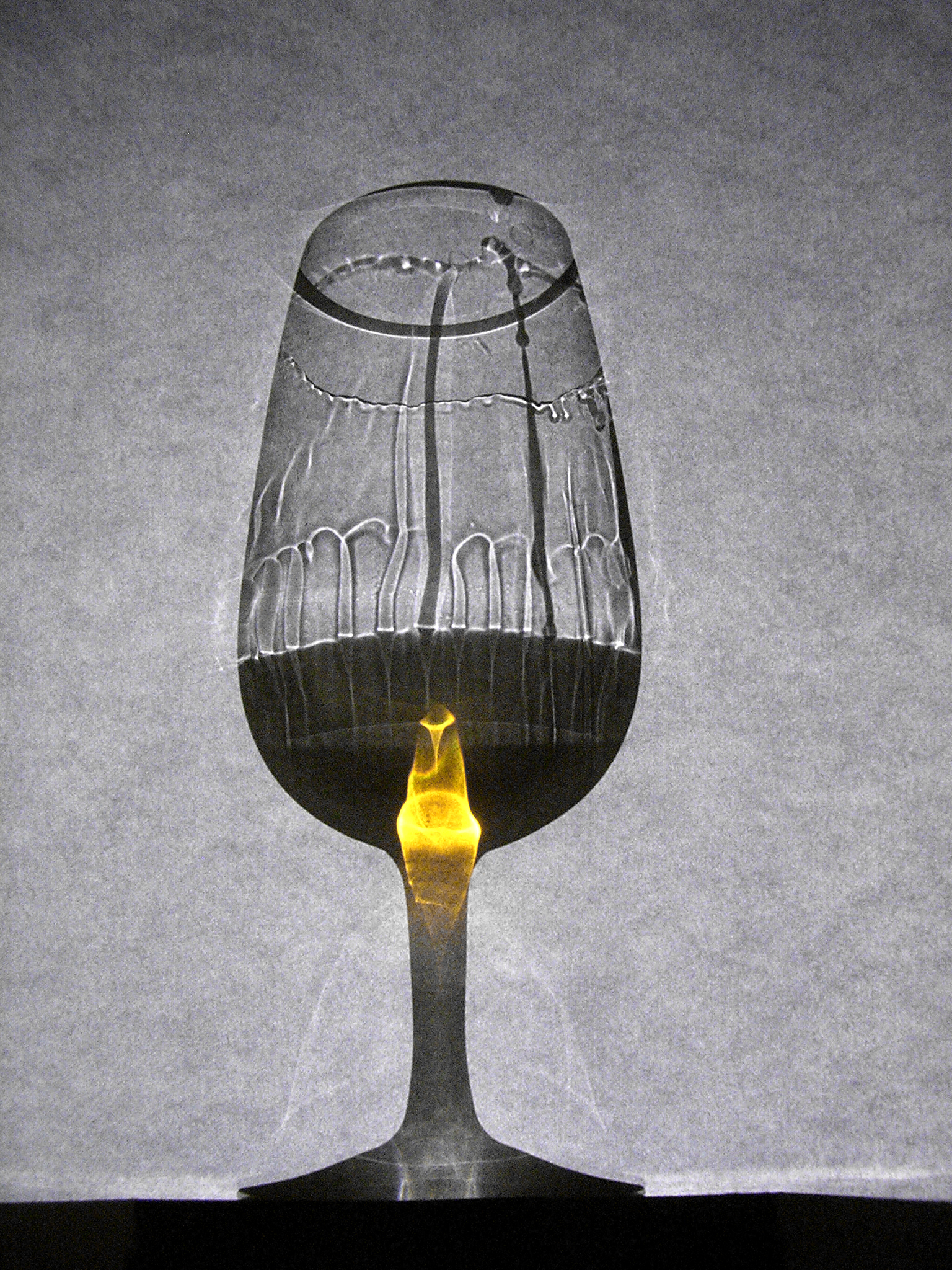
Kirchenfenster

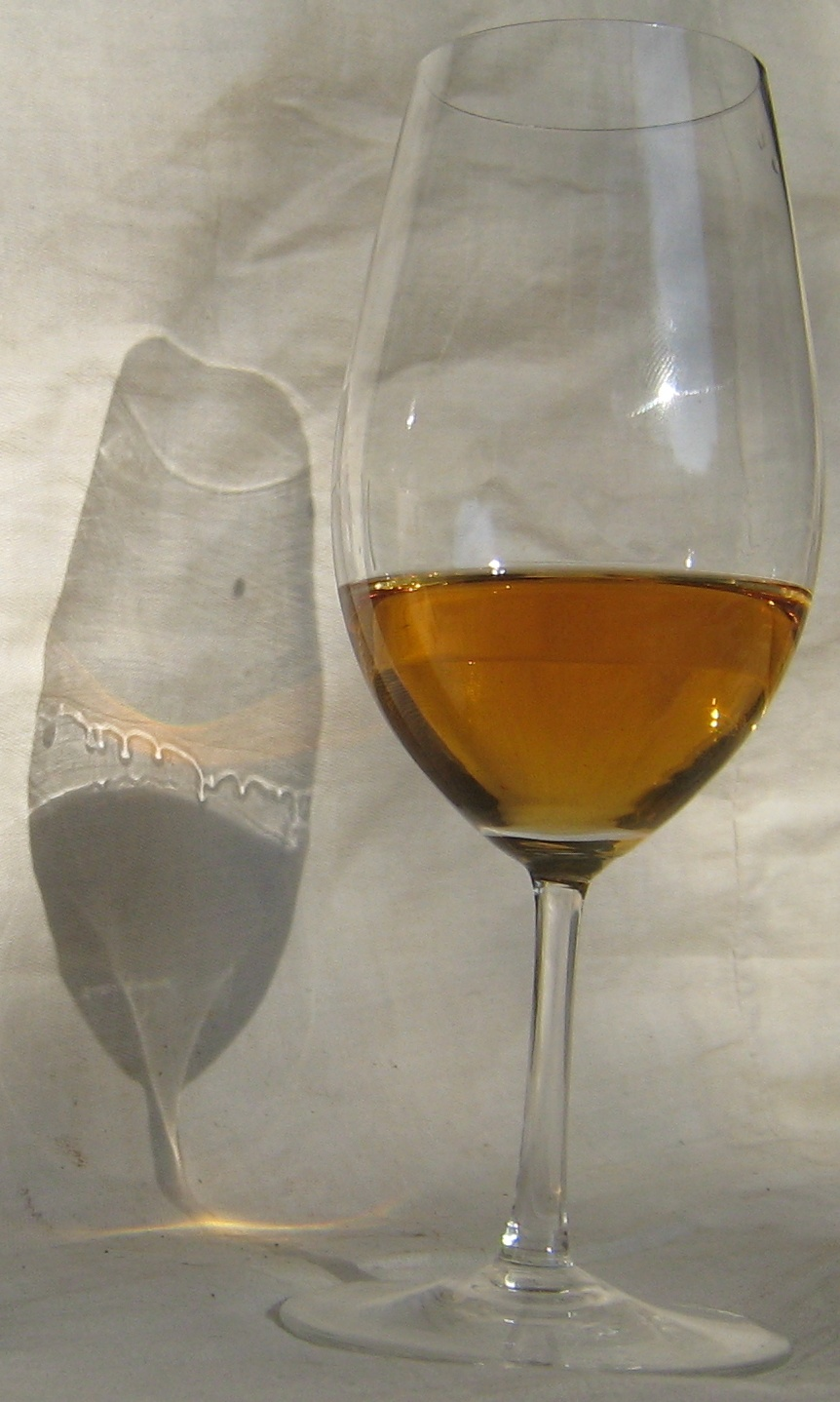
Im Schatten durch den Schliereneffekt erkennbare Tränen

Kirchenfenster (oder Tränen/Weintränen) als Fachausdruck bei der Weinverkostung sind spontan gebildete Strukturen an der Innenwand eines Cognac- oder Weinglases.

## Bedeutung bei der Weinprobe
Die Kirchenfenster geben Aufschluss über die Konzentration diverser Inhaltsstoffe. Die Viskosität beispielsweise wird beim Wein von dessen Alkoholgehalt – insbesondere von dem höherer Alkohole wie Glycerin –, vom Zucker- und vom Extraktgehalt des Weins beeinflusst. Je höher diese Werte, desto zähflüssiger/viskoser ist der Wein, desto langsamer und größer sind die Tränen. Über die Qualität eines Weins geben die Tränen keinen direkten Aufschluss.
Alkoholreiche Weine erzeugen stärkere Tränen und spitzbogige Kirchenfenster, alkoholarme Weine schwächere Tränen und rundbogige Kirchenfenster.

## Entstehung des Effekts
Tränen entstehen durch kreisförmiges Schwenken des Glases, wodurch der Wein dessen Innenwand benetzt. Nachdem ein Teil der Flüssigkeitsschicht verdunstet ist, fließt diese nicht weiter herab, sondern gegen die Schwerkraft nach oben. Der Grund ist, dass Alkohol schneller verdunstet als Wasser, wodurch sich die Oberflächenspannung erhöht. Der Effekt ist oben größer als unten, nicht nur weil dort die Schicht anfangs dünner ist, sondern auch wegen der dort besseren Belüftung – besonders ausgeprägt bei Gläsern, die sich nach oben verjüngen. Durch die oben höhere Oberflächenspannung „strömt“ die Oberfläche nach oben und reißt die dünne Schicht mit sich (Marangoni-Effekt). Da unten frische Flüssigkeit aus dem Volumen in die Schicht hineingezogen wird, während oben laufend Alkohol verdunstet, kommt die Marangoni-Konvektion nicht zum Stillstand.
Nach einer Weile sammelt sich am oberen Rand der benetzten Fläche ein Ring einer Restflüssigkeit, die reich an Zucker und anderen hochsiedenden Bestandteilen ist und immer schwerer wird. Zunächst hält die auch quer wirkende Oberflächenspannung die Unterkante des Ringes einigermaßen glatt. Die Flüssigkeit wird aber schließlich nicht flächig herablaufen, denn wo der untere Rand des Ringes zufällig geringfügig „hängt“, nimmt er schneller als daneben weitere Flüssigkeit aus der Schicht auf, was Differenzen der Oberflächenspannung bewirkt, die den anfänglichen Unterschied befördern (Instabilität). Schließlich schnüren sich Tropfen ab. Die Rinnsale, die sie dabei zurücklassen, bleiben deutlich sichtbar, weil nun in Querrichtung wirkende Marangoni-Konvektion ihnen weitere Flüssigkeit zuführt und sie gleichzeitig einengt. Die schmalen, hängenden Fäden erinnern an die Skelette gotischer Kirchenfenster.
Je näher die Tropfen dem Flüssigkeitsspiegel kommen, desto heftiger wird der „Gegenwind“ der Marangoni-Konvektion. Deshalb wachsen sie zunächst weiter an, bevor sie sich am Meniskus entleeren. Mitunter kann sich der Faden dann etwas zurückziehen und einen weiteren Tropfen ausbilden. Nach Untersuchungen von Andrea Bertozzi und Kollegen bilden die Tropfen sich in dem dünnen Weinfilm durch unterkompressive Stoßwellen. Diese sind im Gegensatz zu gewöhnlichen „klassischen“ Stoßwellen instabil, erfüllen nicht wie diese die Lax-Entropiebedingungen. Bei klassischen Stoßwellen breiten sich die Störungen (im Sinn der Charakteristikenmethode) hinter der Front schneller als an der Front aus und vor der Front langsamer als an der Front. Das ist bei unterkompressiblen Stoßwellen nicht der Fall, es bildet sich eine Front, bei der sich die Störungen hinter der Front langsamer ausbreiten können als an der Front.